# Miquel Siguán
Miguel Siguán Soler (Barcelona, 2 de mayo de 1918-ibidem, 8 de mayo de 2010) fue un psicólogo, lingüista y escritor español.

## Biografía
Con 16 años ingresa en la Facultad de Filosofía y Letras de su ciudad y, truncados sus estudios por la Guerra Civil, participa activamente en ella en el frente de Teruel. Tras la contienda y el campo de concentración, conocerá en Francia a Piaget y entrará en contacto con la psicología industrial en Londres a principios de los cincuenta. 
A su vuelta se doctora en Madrid y allí trabaja con Germain, Pinillos y Yela en la Escuela de Psicología, y como psicólogo industrial. De regreso a su ciudad natal ocupa la cátedra de Psicología de la Universidad de Barcelona, de la que es nombrado posteriormente vicerrector de planificación y más adelante presidente del Patronato.
Se ocupó, entre otras muchas actividades, de la dirección del Instituto de Ciencias, de la presidencia de la Sociedad Española de Psicología, siendo también vicepresidente del Centre Mondial d'Information sur l'Éducation Bilingue y de la International Society of Applied Psycholinguistics.
Pertenecía al Colegio Libre de Eméritos.

## Obras
- Del campo al suburbio (1958, Premio Nacional de Literatura)
- La psicologia a Catalunya (1981)
- Metodologia per a l'estudi del llenguatge infantil (1985)
- Estudios sobre psicolingüística (1985)
- Bilingualism and Education (1986)
- España plurilingüe (1992)
- L'Europa de les llengües (1996)
- Bilingüisme i educació (1998)
- La escuela y los inmigrantes (1998)
- Bilingüismo y lenguas en contacto (2001)
- El projecte català: Del passat al futur (2009)

## Premios
- 1988, Premio Cruz de San Jorge.
- 2004, Premio Grupo Compostela.